# Don't Click
Pour plus de détails, voir Fiche technique et Distribution.
Don't Click (hangeul : 미확인 동영상: 절대클릭금지 ; RR : mihwag-in dong-yeongsang: jeoldaekeulliggeumji ; MR : mihwagin Tongyŏngsang: Chŏldaek'ŭllik Kŭmji ; litt. « vidéo non identifiée : ne cliquez surtout pas ») est un film sud-coréen réalisé par Kim Tae-kyeong et sorti en 2012.

## Synopsis
Jeong-mi vit seule en compagnie de sa sœur aînée, Se-hee après le départ de leurs parents aux États-Unis. Elle poste des vidéos d'elle en train de faire la danse du ventre sur internet afin d'avoir recueillir plus de notoriétés. Mais ses vidéos baissent en popularité… Une rumeur sur une vidéo connue sous le nom de « Vidéo interdite » circule sur l'internet. Jeong-mi demande au petit ami de sa sœur, Joon-hyeok, qui travaille pour une équipe d'enquête spéciale pour les cybercrimes de télécharger le fichier. Mais après avoir visionné la vidéo, une série d'événements étranges se produit et qui touche Jung-mi et son entourage. Sa sœur, Se-hee tente de trouver un moyen de la sauver de la malédiction de la vidéo…

## Fiche technique
Sauf indication contraire ou complémentaire, les informations mentionnées dans cette section peuvent être confirmées par la base de données KMDb
- Titre original : 미확인 동영상: 절대클릭금지
- Titre de travail : Unidentified Video (미확인 동영상)[1],[2]
- Titre international : Don't Click
- Réalisateur : Kim Tae-kyeong
- Scénario : Choi Gwan-young, Hong Geon-gook et Kim Tae-kyeong
- Musique : Seong Ji-dam
- Décors : Lee Yo-han
- Costumes : Chae Kyeong-hwa
- Photographie : Kim Ki-tae
- Son : Han Myeong-hwan et Lee Seung-cheol
- Montage : Kim Seon-min
- Production : Ahn Dong-kyoo, Cha Ji-hyun et Jang Won-seok
  - Production exécutive : Kim Min-seong, Kim Yong et Oh Jeong-hyoon
- Sociétés de production : AD406 et Dasepo Club[3]
- Société de distribution : Showbox/Mediaplex
- Pays de production :  Corée du Sud
- Langue originale : coréen
- Format : couleur - 2,35:1
- Genre : fantastique, horreur, thriller
- Durée : 107 minutes
- Date de sortie :
  - Corée du Sud : 30 mai 2012
- Classification :
  - Corée du Sud : convient aux 15 ans et plus

## Distribution
- Park Bo-young : Se-hee[1]
- Joo Won : Joon-hyeok, petit-ami de Se-hee[1]
- Kang Byeol : Jeong-mi, sœur de Se-hee[1]
- Kim Min-hyeok : l'inspecteur Kim
- Lee Malg-eum : la jeune fille
- Kang Hae-in : la petite astucieuse
- Kwon Nam-hee : la mère de la jeune fille
- Jeong Dong-gyoo : le père de Se-hee
- Choi Ji-heon : Ji-heon
- Han Ye-na : le professeur
- Park Ji-yeon : l'infirmier

## Production
Début février 2011, la société de distribution Showbox/Mediaplex annonce avoir choisi Park Bo-young dans le rôle principal pour le film d'horreur, provisoirement intitulé Unidentified Video (미확인 동영상), réalisé par Kim Tae-kyung et prévoir le tournage en ce même mois.
Le film est produit par les sociétés AD406 et Dasepo Club,.
En avril 2012, le titre se rallonge : Unidentified Video: Absolutely Do Not Click (미확인 동영상: 절대클릭금지).

### Attribution des rôles
|  |

Mi-février 2011, Park Bo-young, de retour au grand écran trois ans après son premier film Speedy Scandal (2008), incarne Se-hee, une femme en proie d'une mystérieuse entité, aux côtés de Kang Byeol dans le rôle de sa sœur, Jeong-mi, et Joo Won dans celui de son petit ami, Joon-hyeok.

### Tournage
Le tournage débute le 3 mars 2011 à Jeonju (Jeolla du Nord),. Il a également lieu à Séoul pour une maison abandonnée dans le quartier de Hyeonjeo (en). Il prend fin le 13 mai.

## Accueil

### Sortie
Don't Click devait présenter en juillet 2011 au Festival international du film fantastique de Puchon et sortir, le 11 août suivant, dans les salles sud-coréennes. Il est reporté afin d'en faire un film plus complet : la date de sortie est finalement révélée le 30 mai 2012, en même temps que l'affiche « effrayante » qui, au début mai, sera jugée « néfaste » et « provocatrice » par le Korea Media Rating Board.

### Box-office
Au premier jour de sa sortie, Don't Click attire 16 632 spectateurs et se classe à la sixième place du box-office. Le 27 juin, selon le Conseil du film coréen, il compte  863 021 spectateurs.

## Distinctions

### Nominations et sélections
- Festival international du film fantastique de Puchon 2012 : « World Fantastic Cinema »[réf. nécessaire]
- Festival international du film de Chicago 2012 : « After Dark Competition »[réf. nécessaire]
- Festival international du film fantastique de Bruxelles 2013 : « Compétition européenne »[réf. nécessaire]